# 페스투카 커민시
페스투카 커민시(Festuca cumminsii)는 벼과에 속하는 풀의 한 종류이다. 이 종은 중국 북부, 중국 남부, 동 히말라야, 내몽골, 카자흐스탄, 키르기스스탄, 몽골, 네팔, 청해, 타지키스탄, 티베트, 서 히말라야, 신장 등 중국과 인접한 지역에서 비롯된다. 또한 온대 생물권을 선호하며 다년생 식물이다. 이 종은 1896년에 처음 기재되었다.